# Gerhardt Boldt
 (juin 2011).
Si vous disposez d'ouvrages ou d'articles de référence ou si vous connaissez des sites web de qualité traitant du thème abordé ici, merci de compléter l'article en donnant les références utiles à sa vérifiabilité et en les liant à la section « Notes et références ».
Pour les articles homonymes, voir Boldt.
Gerhardt Boldt, né le 24 janvier 1918 à Lübeck et mort le 10 mai 1981 même ville est un officier de l'armée allemande.

## Biographie
Plutôt apolitique, il sert dans l'arme de cavalerie dès le début de la guerre, et notamment dans des combats autour de la ligne Maginot, entre Sedan et Montmédy. Il est entré dans Toul, à cheval et le sabre à la main. 
Durant la campagne de Russie, il est affecté au front du nord-est, dans les États baltes et jusqu'à Léningrad et dans la région du lac Ilmen.
Après un bref séjour en Allemagne et une courte affectation dans un état-major en Hongrie (officier de liaison avec la cavalerie hongroise), il est réaffecté en Russie et participe à la longue retraite.
Décoré de la médaille d'or des grands blessés (il a été blessé 5 fois), il est affecté comme premier officier d'ordonnance du général Guderian, chef d'état-major général, puis du général Krebs, successeur de Guderian à ce poste. Gerhardt Boldt a été convoqué à une séance d'information quotidienne avec Hitler, ses généraux et ses plus proches collaborateurs en particulier Martin Bormann, Hermann Göring et Joseph Goebbels.
Le 21 Avril 1945, le maréchal soviétique de Georgi Zhukov avant avait rompu les défenses de l'allemand général Gotthard Heinrici du Groupe d'armées Vistule sur les hauteurs de Seelow. Ayant réalisé la percée, les Soviétiques avançaient vers Berlin avec peu de moyens pour les arrêter.
Tard le 21 avril, Gotthard Heinrici, a appelé Hans Krebs, chef de l'état-major allemand (OKH), et lui a dit que le plan d'Hitler ne pouvait pas être mis en œuvre. Heinrici a demandé à parler à Hitler, mais Krebs lui a dit que Hitler était trop occupé pour prendre son appel.
Lorsque l'étau se resserre sur Berlin, il participe au déménagement de l'état-major de Zossen vers Potsdam, avant d'être appelé par Krebs dans le bunker d'Hitler où il retrouve Bernd Freytag von Loringhoven, lequel lui dit que dans de telles circonstances, la discipline ne doit plus être la même. Il participe à de nombreuses réunions d'Hitler et témoigne de petites phrases sur tel ou tel dignitaire du régime, de même qu'il laisse en témoignage dans un livre quelques avis et petites histoires sur certains nazis. Gerhardt Boldt aura vu échec de Felix Steiner, et la poussée de la 12e armée du général Walther Wenck, comme le dernier espoir de la Bataille de Berlin elle n'aura jamais lieu.
Les Anglais l'ont arrêté le 26 janvier 1946 pour l'interroger sur les derniers moments dans le bunker, mais l'ont laissé en liberté.
Après la guerre, il deviendra écrivain et écrira au sujet de ses expériences pendant la Seconde Guerre mondiale. Son livre le plus connu est Hitler's Last Days: An Eye-Witness Account (que l'on peut traduire par Les derniers jours d'Hitler : Le récit d'un témoin visuel), qui sera utilisé pour la réalisation du film Les Dix Derniers Jours d'Hitler (Hitler: The Last Ten Days) (1973).